# 帕特塔纳盖雷
帕特塔纳盖雷（Pattanagere），是印度卡纳塔克邦Bangalore县的一个城镇。总人口95769（2001年）。

## 人口
该地2001年总人口95769人，其中男性51008人，女性44761人；0—6岁人口11759人，其中男6060人，女5699人；识字率68.92%，其中男性为74.33%，女性为62.75%。